# اچ‌ام‌سی‌اس امبلر (کیو۱۱)
اچ‌ام‌سی‌اس امبلر (کیو۱۱) (به انگلیسی: HMCS Ambler (Q11)) یک کشتی است که طول آن ۱۳۰ فوت (۴۰ متر) می‌باشد. این کشتی در سال ۱۹۲۲ ساخته شد.